# Paracypris complanata
Paracypris complanata är en kräftdjursart. Paracypris complanata ingår i släktet Paracypris och familjen Candonidae. Inga underarter finns listade i Catalogue of Life.